# Włodzimierz Cimoszewicz
Włodzimierz Cimoszewicz (phát âm tiếng Ba Lan: [vwɔˈd͡ʑimjɛʂ t͡ɕimɔˈʂɛvit͡ʂ] ⓘ sinh ngày 13 tháng 9 năm 1950) là một chính trị gia cánh tả người Ba Lan, từng giữ chức Thủ tướng Ba Lan trong một năm từ ngày 7 tháng 2 năm 1996 đến ngày 31 tháng 10 năm 1997, sau khi bị đánh bại trong Cuộc bầu cử quốc hội Ba Lan năm 1997 bởi Tổ chức Hành động bầu cử đoàn kết (AWS). Ông sinh ra ở Warszawa.

## Sự nghiệp
Cimoszewicz là thành viên của Liên minh Cánh tả Dân chủ, ứng cử viên cánh tả trong cuộc bầu cử tổng thống Ba Lan năm 1990, nhận được 9% phiếu bầu.
Cimoszewicz là Thủ tướng Ba Lan từ năm 1996 đến cuối năm 1997.
Cimoszewicz là Bộ trưởng Bộ Ngoại giao Ba Lan trong các chính phủ của Leszek Miller (2001–2004) và Marek Belka (2004–2005). Chính trong thời gian này, ông cùng với Leszek Miller đã ký Hiệp ước gia nhập 2003 mở đường cho việc Ba Lan trở thành thành viên của Liên minh châu Âu.
Cimoszewicz là Diễn giả của Hạ viện Ba Lan từ tháng 1 đến tháng 10 năm 2005.
Vào ngày 9 tháng 7 năm 2005, Cimoszewicz đã gây ra một cuộc chính biến lớn khi từ chối làm chứng trước Ủy ban Orlen. Ông cáo buộc bảy trong số tám thành viên của ủy ban này có động cơ chính trị và có ý định phá hoại chiến dịch tranh cử tổng thống của ông. Các chuyên gia hiến pháp có quan điểm khác nhau về việc liệu động thái của ông có hợp hiến hay đã vi phạm quy định của pháp luật. Năm mươi tám phần trăm người Ba Lan không tán thành hành vi của Cimoszewicz trước ủy ban.
Trong cuộc bầu cử Nghị viện Châu Âu năm 2019, Cimoszewicz được bầu làm Thành viên Nghị viện Châu Âu cho khu vực bầu cử Warszawa.